# Oppegården
Oppegården är en hälsingegård i Halsta norr om Hudiksvall i Hälsingland. Gården blev byggnadsminnesmärkt 2010.

## Historia
Uppgifter om Oppegården i skrivna källor finns att hämta så långt tillbaka som 1535. Då anges den första kända ägaren Jöns i skattelängden. Oppegården var då en av två gårdar i byn Halsta. Därefter är gårdens ägare dokumenterade ända fram till idag. I de skrivna källorna finns även uppgifter om hur mycket de skattade samt vad gården värderades till i avlidna ägares bouppteckningar. Detta ger en uppfattning om dess storlek i förhållande till andra gårdar vid samma tid. Vissa uppgifter finns även om byggnadernas ålder, men inte tillräckligt för att det ska vara möjligt att fastställa gårdens byggnadshistoria.
För att fastställa byggnadernas ålder har istället dendrokronologisk datering av bostadshusen genomförts. Denna visade att Oppegårdens byggnader uppfördes i etapper från 1750-talet och drygt hundra år framåt. Gården fick dock sin huvudsakliga gestaltning under 1820-talet. Det finns emellertid återanvänt virke på vindarna i två av byggnaderna som daterats till tidigt 1500-tal. Några av dessa stockar bär även spår av bemålning. Troligen är de lämningar efter ett medeltida bostadshus som tidigare funnits på platsen.

## Beskrivning
Samtliga byggnader kring gårdsplanen har välbevarade exteriörer med stående träpanel alternativt synligt liggande timmer. Färgsättningen är genomgående röd med vitmålade snickerier. Husen är numera täckta av rödmålade plåttak men hade ursprungligen kluvna timmerstockar lagda på näver. Dessa tak ersattes under 1800-talet av spåntak vilka i sin tur ersattes av tegeltak vid början av 1900-talet. plåttaken lades på under 1960- och 1970-talen. Skorstenarna är av både äldre och yngre modell.
I gårdsfyrkanten finns idag tre bostadshus "Väst på gården", "Norr på gården" och bryggstugan, samtliga i en våning. Av dessa har endast bryggstugan använts som året runt-bostad medan de övriga nyttjats som undantagsstuga respektive högtidshus. Förutom dessa fanns det ursprungligen tre nattstugor i logbyggnaden på gårdsplanens fjärde sida. En av dessa är alltjämt komplett bevarad. I bryggstugan fanns ursprungligen två kök, ett sommarkök med bakugn och murpanna samt ett finkök där familjen bland annat firade jul. Denna kombination är känd från flera gårdar i trakten. Karaktäristiskt för denna del av Hälsingland är också sättet att bygga samman bostadsdelen med ladugården.
I ett flertal av bostadsrummen finns de ursprungliga ytskikten bevarade. Mellankammaren i "Norr på gården" är dock det enda rummet där ytskikten aldrig målats eller tapetserats över. Vidare finns rum där de ursprungliga ytskikten tagits fram i sen tid, helt eller delvis. Flera av ekonomibyggnaderna har obehandlade ytskikt där patinan utgör ett viktigt inslag efter över hundra års nyttjande. Byggnaderna är uppförda av personer med stort hantverkskunnande och många detaljutformningar präglas av hög kvalitet. Som exempel på detta kan utformningen av bostadshusens portar med utskurna reliefer nämnas.